# The Last Tour on Earth
The Last Tour on Earth es el primer álbum en vivo de la banda estadounidense de metal industrial Marilyn Manson, lanzado en 1999. Vendió 2.000.000 de copias en todo el mundo. "The Last Tour on Earth", la traducción sería "La última gira en la tierra", marca el fin del "Omega and The Mechanical Animals". Las canciones fueron grabadas en los tours de Mechanical Animals /Rock is Dead Tour, God Is in the TV y Mechanical Animals World Tour. El único sencillo que se editó para este álbum fue "Astonishing Panorama of the Endtimes".

## Portada
La portada muestra el logo del álbum con letras convencionales, y una foto de una cruz de metal prendida en llamas.

## Lista de canciones
| N.º   | Título                                           | Duración |  |
| 1.    | «Inauguration Of The Mechanical Christ»          | 2:44     |  |
| 2.    | «The Reflecting God»                             | 5:31     |  |
| 3.    | «Great Big White World»                          | 5:22     |  |
| 4.    | «Get Your Gunn»                                  | 3:36     |  |
| 5.    | «Sweet Dreams (Are Made Of This)»                | 5:36     |  |
| 6.    | «Rock is Dead»                                   | 3:20     |  |
| 7.    | «The Dope Show»                                  | 3:56     |  |
| 8.    | «Lunchbox»                                       | 8:35     |  |
| 9.    | «I Don't Like the Drugs (But the Drugs Like Me)» | 7:31     |  |
| 10.   | «Antichrist Superstar»                           | 5:16     |  |
| 11.   | «The Beautiful People»                           | 4:30     |  |
| 12.   | «Irresponsible Hate Anthem»                      | 4:40     |  |
| 13.   | «The Last Day on Earth (Acoustic)»               | 4:26     |  |
| 14.   | «Astonishing Panorama Of The Endtimes (Estudio)» | 3:59     |  |
| 69:03 |                                                  |          |  |

#### Posición de ventas
| Listas                          |    |
| ------------------------------- | -- |
| Billboard 200                   | 82 |
| Australia Albums Chart          | 50 |
| German Albums Chart             | 46 |
| French Albums Chart (SNIP)      | 62 |
| New Zealand Albums Chart        | 38 |
| Mexican Albums Chart (AMPROFON) | 98 |
| UK Albums Chart                 | 61 |

BONUS CD (UK Edition)
1. Coma White (Versión álbum)
2. Get My Rocks Off
3. Coma White (Versión acústica)
4. A Rose And A Babe Ruth (Versión acústica)

## Miembros
- Marilyn Manson: Vocalista
- Twiggy Ramirez: Bajista
- Madonna Wayne Gacy: Teclista
- Ginger Fish: Baterista
- John 5: Guitarrista en vivo

- Datos: Q1129078